# Chrysolampus sisymbrii
Chrysolampus sisymbrii is een vliesvleugelig insect uit de familie Perilampidae. De wetenschappelijke naam is voor het eerst geldig gepubliceerd in 1896 door Ashmead.